# 阿洛斯-锡巴斯-阿邦斯
阿洛斯-锡巴斯-阿邦斯（法語：Alos-Sibas-Abense，法語發音：[alɔs sibas abɛ̃s]）是法国大西洋比利牛斯省的一个市镇，位于该省中南部，属于奥洛龙-圣玛丽区。

## 历史
1843年，市镇阿洛斯（Alos）和锡巴斯（Sibas）合并为市镇阿洛斯-锡巴斯（Alos-Sibas）。1859年，市镇上阿邦斯（Abense-de-Haut）与阿洛斯-锡巴斯合并为市镇阿洛斯-锡巴斯-阿邦斯（Alos-Sibas-Abense）。

## 地理
阿洛斯-锡巴斯-阿邦斯（43°6'53"N, 0°52'26"W）面积5.78 平方千米，位于法国新阿基坦大区大西洋比利牛斯省，该省份为法国东南部省份，涵盖了贝阿恩与北巴斯克，西临大西洋比斯開灣，北至朗德省，东北接热尔省，东临上比利牛斯省，南与西班牙接壤。
与阿洛斯-锡巴斯-阿邦斯接壤的市镇（或旧市镇、城区）包括：卡穆-锡伊格、阿尔赛-阿尔萨贝埃蒂-叙纳雷特、拉甘日-雷斯图、利尚斯-叙纳尔、奥萨斯-叙阿尔、塔尔代茨-索罗吕斯、特鲁瓦维尔。
阿洛斯-锡巴斯-阿邦斯的时区为UTC+01:00、UTC+02:00（夏令时）。

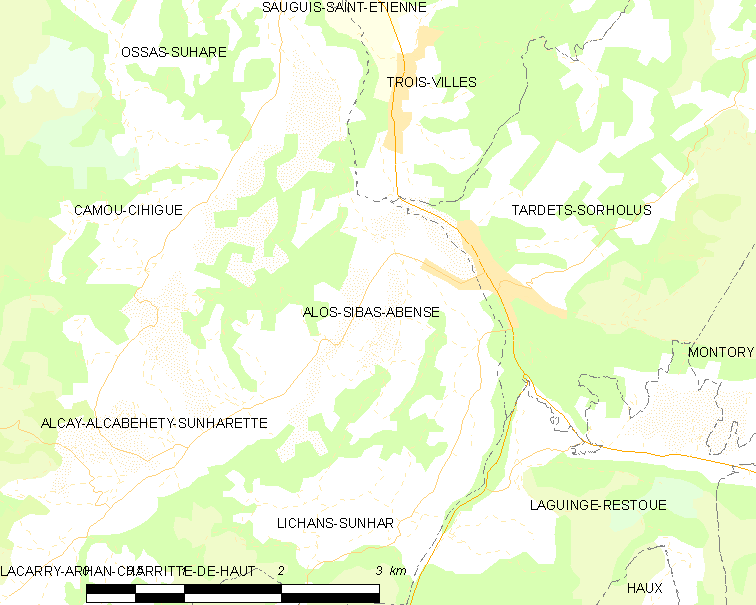
阿洛斯-锡巴斯-阿邦斯的OSM定位图

## 行政
阿洛斯-锡巴斯-阿邦斯的邮政编码为64470，INSEE市镇编码为64017。

## 政治
阿洛斯-锡巴斯-阿邦斯所属的省级选区为巴斯克山地县。

## 人口
阿洛斯-锡巴斯-阿邦斯于2022年1月1日时的人口数量为305人。

1962-2008年间阿洛斯-锡巴斯-阿邦斯人口变化图示